# Mistrzostwa Europy w Lekkoatletyce 1986 – bieg na 110 m przez płotki mężczyzn

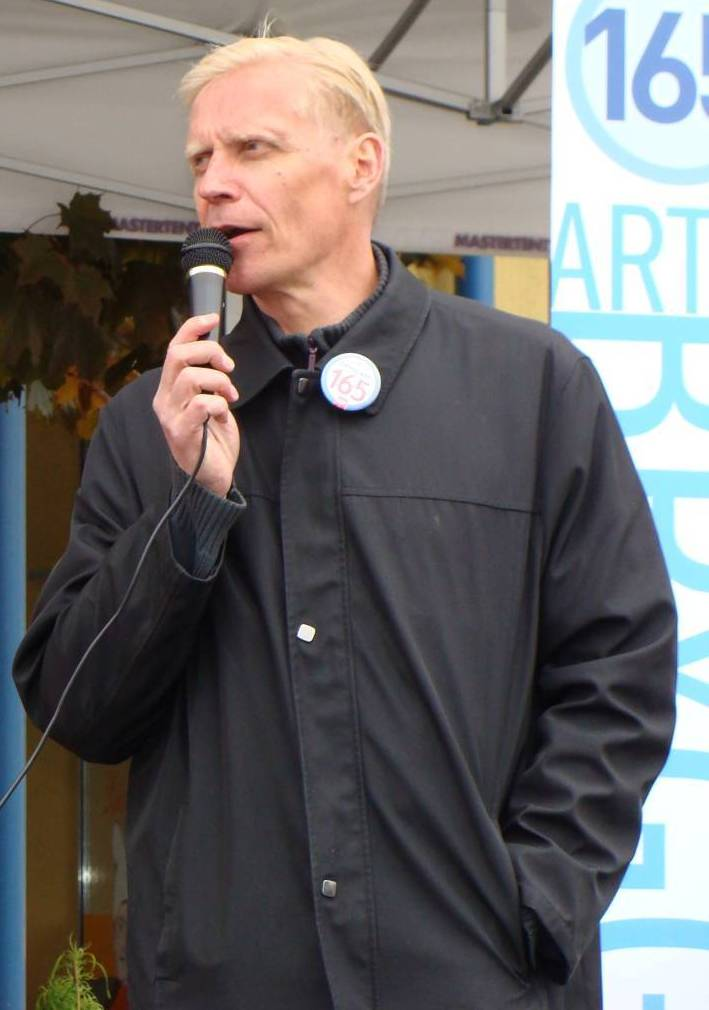
Arto Bryggare w 2009

Bieg na dystansie 110 metrów przez płotki mężczyzn był jedną z konkurencji rozgrywanych podczas XIV mistrzostw Europy w Stuttgarcie. Biegi eliminacyjne zostały rozegrane 28 sierpnia, półfinałowe 29 sierpnia, a bieg finałowy 30 sierpnia 1986 roku. Zwycięzcą tej konkurencji został reprezentant Francji Stéphane Caristan. W rywalizacji wzięło udział dwudziestu pięciu zawodników z siedemnastu reprezentacji.

## Rekordy
| Rekord świata     | Renaldo Nehemiah (USA)  | 12,93 | Zurych, Szwajcaria     | 19.08.1981 |
| Rekord Europy     | Guy Drut (FRA)          | 13,28 | Saint-Étienne, Francja | 29.06.1975 |
| Rekord Europy     | Andriej Prokofjew (SUN) | 13,28 | Moskwa, ZSRR           | 06.07.1986 |
| Rekord mistrzostw | Guy Drut (FRA)          | 13,40 | Rzym, Włochy           | 08.09.1974 |

## Wyniki

### Eliminacje
Rozegrano cztery biegi eliminacyjne. Do półfinałów awansowało po trzech najlepszych zawodników każdego biegu eliminacyjnego (Q) oraz czterech spośród pozostałych z najlepszym czasem (q).
Bieg 1
| Miejsce | Zawodnik         | Czas  | Uwagi |
| ------- | ---------------- | ----- | ----- |
| 1       | Liviu Giurgian   | 13,74 | Q     |
| 2       | Nigel Walker     | 13,74 | Q     |
| 3       | Aleksandr Markin | 13,78 | Q     |
| 4       | Carlos Sala      | 13,85 | q     |
| 5       | Mikael Ylöstalo  | 14,00 | q     |
| 6       | Ulf Söderman     | 14,05 | q     |

Bieg 2
| Miejsce | Zawodnik          | Czas  | Uwagi |
| ------- | ----------------- | ----- | ----- |
| 1       | Płamen Krystew    | 13,81 | Q     |
| 2       | Andreas Oschkenat | 13,82 | Q     |
| 3       | Gianni Tozzi      | 14,01 | Q     |
| 4       | Andriej Prokofjew | 14,06 |       |
| 5       | Robert Ekpete     | 14,34 |       |
| 6       | João Lima         | 14,47 |       |
| –       | Franck Chevallier | DNF   |       |

Bieg 3
| Miejsce | Zawodnik        | Czas  | Uwagi |
| ------- | --------------- | ----- | ----- |
| 1       | Igors Kazanovs  | 13,89 | Q     |
| 2       | György Bakos    | 13,96 | Q     |
| 3       | Roland Marloye  | 14,35 | Q     |
| 4       | Peter Eriksson  | 14,46 |       |
| 5       | Romuald Giegiel | 14,55 |       |

Bieg 4
| Miejsce | Zawodnik             | Czas  | Uwagi |
| ------- | -------------------- | ----- | ----- |
| 1       | Stéphane Caristan    | 13,46 | Q     |
| 2       | Arto Bryggare        | 13,58 | Q     |
| 3       | Jonathan Ridgeon     | 13,87 | Q     |
| 4       | Daniele Fontecchio   | 14,05 | q     |
| 5       | Michael Radzey       | 14,34 |       |
| 6       | Serge Liegeois       | 14,34 |       |
| 7       | Erik Sidenius Jensen | 14,60 |       |

### Półfinały
Rozegrano dwa półfinały. Do finału awansowało po czterech najlepszych zawodników każdego biegu półfinałowego (Q).
Półfinał 1
| Miejsce | Zawodnik          | Czas  | Uwagi |
| ------- | ----------------- | ----- | ----- |
| 1       | Stéphane Caristan | 13,28 | Q, =  |
| 2       | Carlos Sala       | 13,57 | Q     |
| 3       | Liviu Giurgian    | 13,61 | Q     |
| 4       | Jonathan Ridgeon  | 13,66 | Q     |
| 5       | Mikael Ylöstalo   | 13,69 |       |
| 6       | Aleksandr Markin  | 13,78 |       |
| 7       | Roland Marloye    | 14,02 | NR    |
| 8       | Gianni Tozzi      | 14,16 |       |

Półfinał 2
| Miejsce | Zawodnik           | Czas  | Uwagi |
| ------- | ------------------ | ----- | ----- |
| 1       | Andreas Oschkenat  | 13,52 | Q     |
| 2       | Nigel Walker       | 13,54 | Q,    |
| 3       | Arto Bryggare      | 13,57 | Q     |
| 4       | György Bakos       | 13,60 | Q     |
| 5       | Igors Kazanovs     | 13,76 |       |
| 6       | Płamen Krystew     | 13,81 |       |
| 7       | Daniele Fontecchio | 13,89 |       |
| 8       | Ulf Söderman       | 13,94 |       |

### Finał
| Miejsce | Zawodnik          | Czas  | Uwagi |
| ------- | ----------------- | ----- | ----- |
| 1       | Stéphane Caristan | 13,20 | ER    |
| 2       | Arto Bryggare     | 13,42 |       |
| 3       | Carlos Sala       | 13,50 |       |
| 4       | Nigel Walker      | 13,52 | PB    |
| 5       | Andreas Oschkenat | 13,55 |       |
| 6       | Jonathan Ridgeon  | 13,70 |       |
| 7       | Liviu Giurgian    | 13,71 |       |
| 8       | György Bakos      | 13,84 |       |